# Чебеньки
Чебе́ньки (рос. Чебеньки) — селище у складі Оренбурзького району Оренбурзької області, Росія.

## Населення
Населення — 3896 осіб (2010; 3515 у 2002).
Національний склад (станом на 2002 рік):
- росіяни — 66 %